# 埼玉県道282号藤倉吉田線
埼玉県道282号藤倉吉田線（さいたまけんどう282ごう ふじくらよしだせん）は、埼玉県秩父郡小鹿野町から同県秩父市吉田地区に至る都道府県道である。

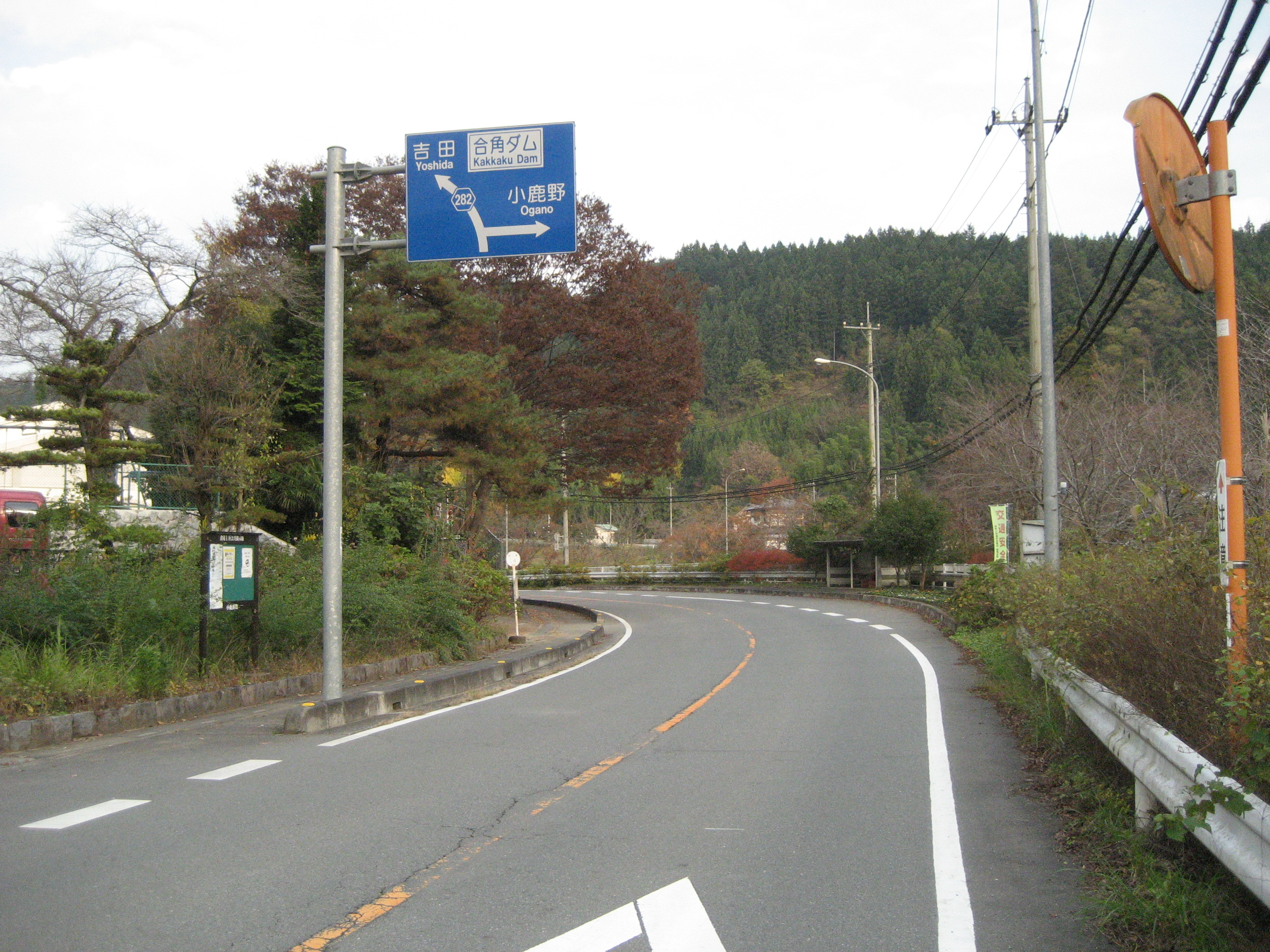
小鹿野町内

## 路線概要
- 起点：埼玉県秩父郡小鹿野町大字藤倉
- 終点：埼玉県秩父市上吉田（埼玉県道71号高崎神流秩父線交点）
- 総距離：9,440m

## 通過する自治体
- 埼玉県
  - 秩父郡小鹿野町 - 秩父市

## 接続・交差する道路
- 埼玉県道71号高崎神流秩父線

## 沿線

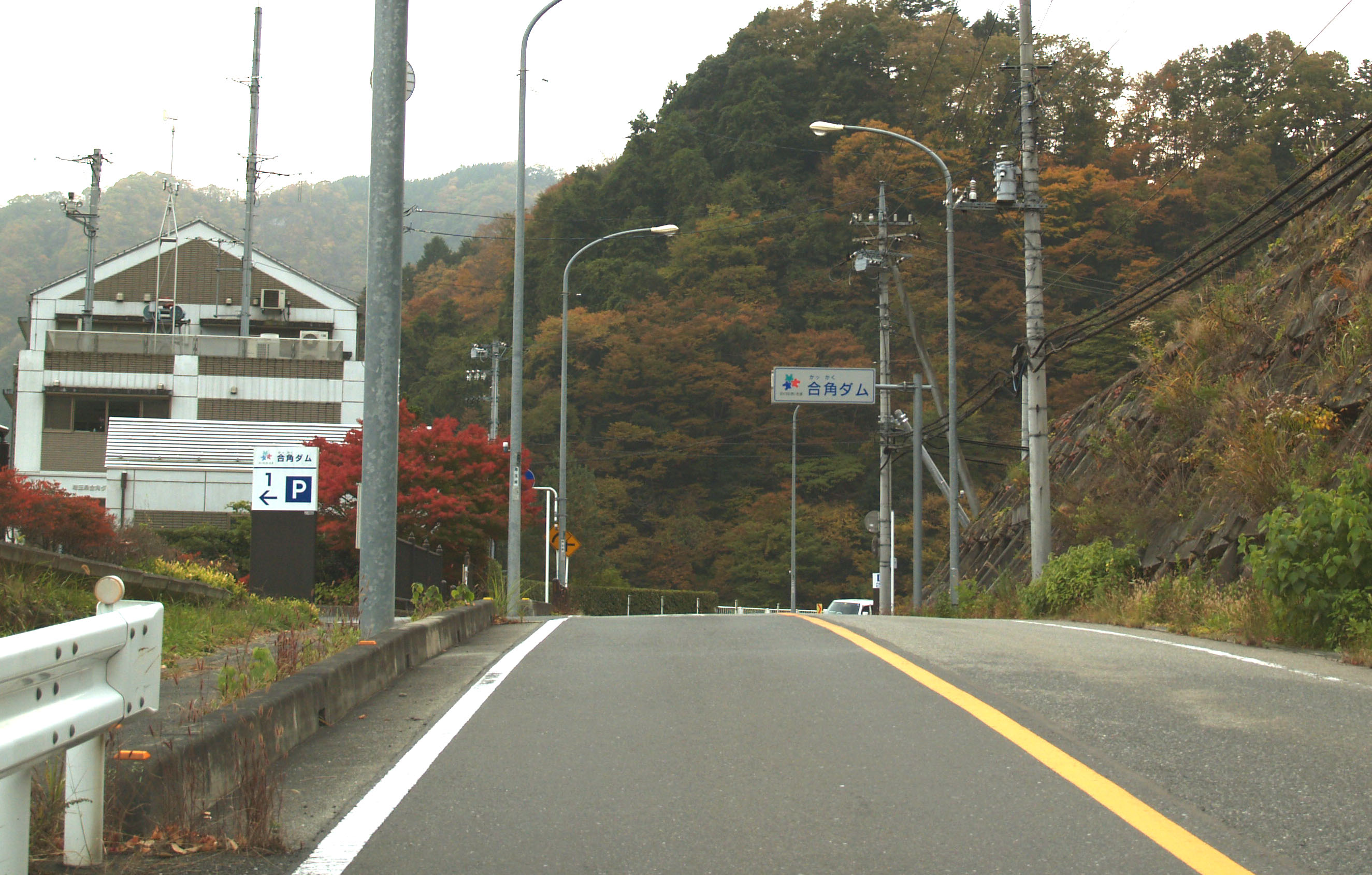
埼玉県道282号（合角ダム付近）

- 合角ダム（西秩父桃湖）
- 吉田元気村
- 小鹿野町役場尾倉支所